# Elisabeth Geertruida Wassenbergh
Elisabeth Geertruida Wassenbergh (Groningen, 1729-Groningen, 1781) fue una pintora del siglo XVIII neerlandesa.

## Biografía

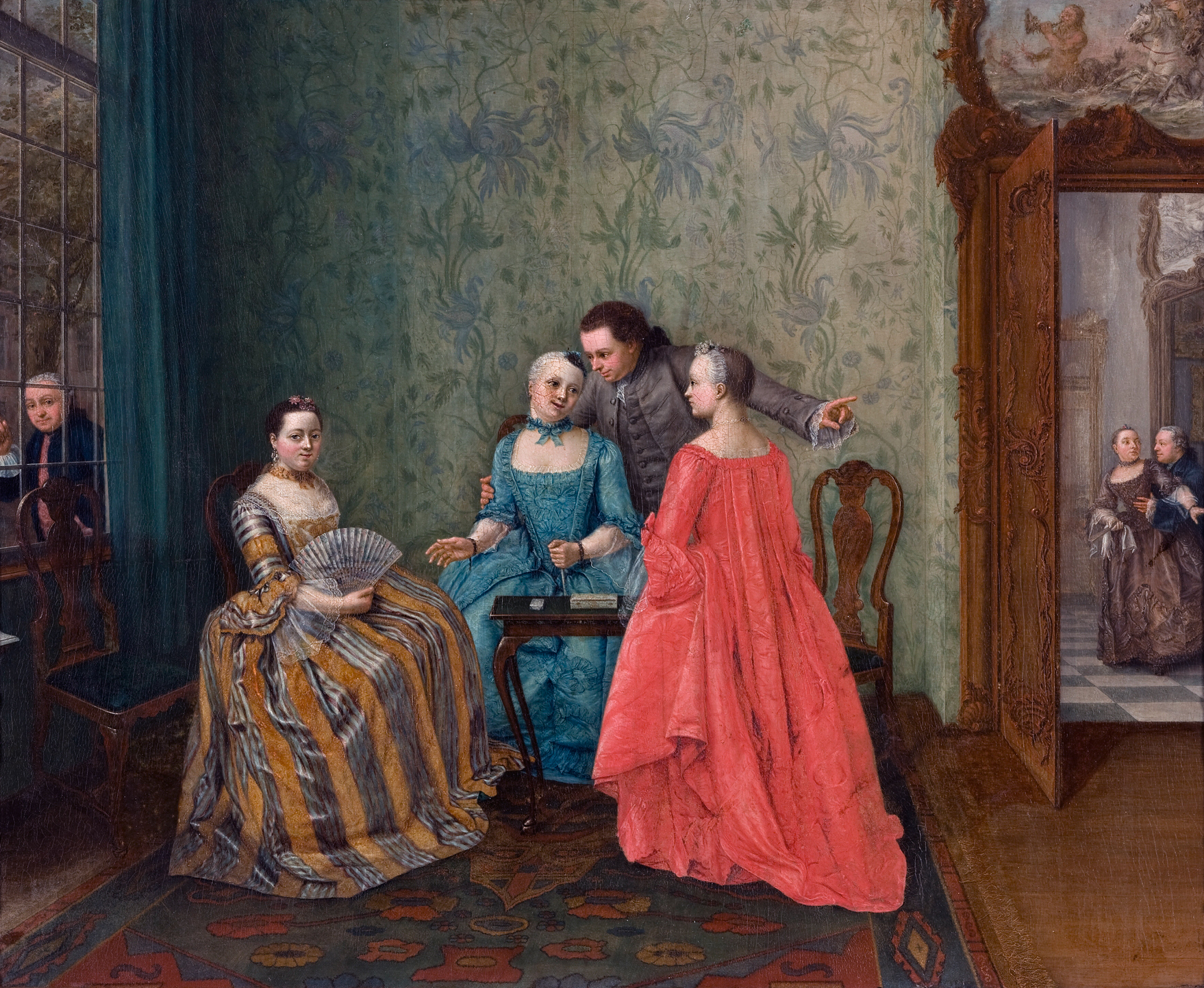
Una compañía elegante, c.1756.

Según Jan van Gool, siguió los pasos de su padre Jan Abel Wassenbergh en el arte de la pintura, mientras su hermana se dedicaba a  bordar fruta y flores.
De acuerdo con el Rijksbureau voor Kunsthistorische Documentatie, fue la hija  de Jan Abel Wassenbergh. Ella fue conocida por sus miniaturas y obras de género.
Un autorretrato fechado en 1754, fue comprado por el marido de una sobrina nieta en una subasta del año 1800.